# Johan Nordenfeldt
Johan Nordenfeldt, före adlandet 1720 Norijn, född 19 november 1715 i Filipstad, död 3 november 1765 i Kristinehamn, var en svensk militär och brukspatron.

## Biografi
Johan Nordenfeldt var son till bergsfogden Olof Norijn (död 1722) och Margareta Christina Petre (död 1727) samt från 1751 gift med sin kusins dotter Regina Gråsten (1731–1781), dotter till kamreraren Gabriel Gråsten. Paret fick barnen Olof Gabriel Nordenfeldt, Johan Niklas Nordenfeldt och Johan Wilhelm Nordenfelt.
Nordenfeldt blev korpral vid södra skånska kavalleriregementet och var verksam som kapten vid Savolax och Nyslotts läns regemente till fots. Han erhöll avsked 1755 för att kunna arbeta som sin farbrors medhjälpare på Björneborgs bruk. I ett arv 1762 efter sin farbror överstelöjtnanten Nils Nordensvärd (1684–1762) ärvde han Bro gård i Kristinehamn och Björneborgs bruk. Han kom därmed att bli den förste bruksherren i Björneborg, som bebodde i den vid 1750-talets slut uppförda bruksherrgården.
Nordenfeldt ägde stor kunnighet i såväl militära som andra vetenskaper och konster; under kriget upprättade han mycket noggranna militärkartor och var under fältmarskalken Augustin Ehrensvärd employerad vid Sveaborg och Gibbo kalkbrott.
Nordenfeldt skaffade sig ett rykte som fjärrskådare med förmåga att förutse kommande händelser. Nordenfeldt är begravd på Kristinehamns gamla kyrkogård.